# Erlend Blikra
Erlend Jordbrekk Blikra, né le 11 janvier 1997 à Stavanger, est un coureur cycliste norvégien. Il est membre de l'équipe Uno-X Pro.

## Biographie
Erlend Blikra commence le cyclisme à l'âge de neuf ans avec son frère aîné Håvard Blikra. Il se révèle au niveau international lors du Festival olympique de la jeunesse européenne 2013, en remportant l'épreuve contre-la-montre et en se classant cinquième de la course en ligne. 
Il entre dans l'équipe amateur Stavanger SK en 2014. Quatrième du Tour d'Istrie en avril, il s'impose ensuite sur une étape de la Course de la Paix juniors qu'il termine à la quinzième place du classement final. En mai, il s'adjuge deux étapes et le classement général du Trophée Centre Morbihan. Aux championnats de Norvège juniors, il s'empare du titre national dans le contre-la-montre et termine deuxième de la course en ligne.

## Palmarès
- 2013
  -  Médaillé d'or du contre-la-montre au Festival olympique de la jeunesse européenne
- 2014
  -  Champion de Norvège du contre-la-montre juniors
  - 2e étape de la Course de la Paix juniors
  - Trophée Centre Morbihan :
    - Classement général
    - 1re et 2e (contre-la-montre) étapes

  - 2e du championnat de Norvège sur route juniors
- 2018
  -  Champion de Norvège du critérium
  - 2e et 3e étapes de l'U6 Cycle Tour
  - 3e de l'U6 Cycle Tour
- 2019
  - Prologue, 1re et 2e étapes du Dookoła Mazowsza
- 2020
  -  Champion de Norvège du critérium
  - Grand Prix International de Rhodes
  - 2e étape de l'International Tour of Rhodes
  - Randers Bike Week
- 2021
  - 3e étape du Tour de la Mirabelle
- 2022
  - 6e étape du Tour de Langkawi
- 2023
  - 3e étape de l'Olympia's Tour
  - 2e étape du Région Pays de la Loire Tour
- 2025
  - Roue Tourangelle
  - 3e du Trofeo Felanitx-Ses Salines
  - 3e du Trofeo Palma
  - 5e de la Classic Bruges-La Panne

## Classements mondiaux
| Année                                 | 2019  | 2020 | 2021  | 2022 | 2023 | 2024 |
| ------------------------------------- | ----- | ---- | ----- | ---- | ---- | ---- |
| Classement mondial                    | 2937e | 667e | 1072e | 737e | 432e | 670e |
| UCI Europe Tour                       | 1811e | 540e | 793e  | 562e | nc   | nc   |
|                                       |       |      |       |      |      |      |
| Légende : nc = non classéSource : UCI |       |      |       |      |      |      |